# 109 Felicitas
109 Felicitas este un asteroid din centura principală, descoperit pe 9 octombrie 1869, de Christian Peters.